# Anisodes syntona
Anisodes syntona är en fjärilsart som beskrevs av Edward Meyrick 1889. Anisodes syntona ingår i släktet Anisodes och familjen mätare. Inga underarter finns listade i Catalogue of Life.